# Millettia buteoides
Millettia buteoides är en ärtväxtart som beskrevs av François Gagnepain. Millettia buteoides ingår i släktet Millettia och familjen ärtväxter.

## Underarter
Arten delas in i följande underarter:
- M. b. buteoides
- M. b. siamensis